# Tableau des médailles des Jeux olympiques d'hiver de 1968
Cet article présente le classement des médailles des Jeux olympiques d'hiver de 1968. Le CIO ne publie pas explicitement ce classement, mais publie des classements pour chaque Jeux. Ce tableau est trié par défaut selon le nombre de médailles d'or, puis, en cas d'égalité, selon le nombre de médailles d'argent, et enfin selon le nombre de médailles de bronze. En cas d'égalité parfaite, la convention est de lister les pays par ordre alphabétique. Au cours de ces Jeux, la RDA et la RFA remportent leur première médaille aux Jeux olympiques d'hiver. C'est également le cas de la Tchécoslovaquie. La Roumanie remporte pour sa part sa première médaille aux JO d'hiver. 
- Pays organisateur (France, Grenoble)

| Rang  | Nation               | Or | Argent | Bronze | Total |
| ----- | -------------------- | -- | ------ | ------ | ----- |
| 1     | Norvège              | 6  | 6      | 2      | 14    |
| 2     | Union soviétique     | 5  | 5      | 3      | 13    |
| 3     | France               | 4  | 3      | 2      | 9     |
| 4     | Italie               | 4  | 0      | 0      | 4     |
| 5     | Autriche             | 3  | 4      | 4      | 11    |
| 6     | Pays-Bas             | 3  | 3      | 3      | 9     |
| 7     | Suède                | 3  | 2      | 3      | 8     |
| 8     | Allemagne de l'Ouest | 2  | 2      | 3      | 7     |
| 9     | États-Unis           | 1  | 5      | 1      | 7     |
| 10    | Allemagne de l'Est   | 1  | 2      | 2      | 5     |
| 10    | Finlande             | 1  | 2      | 2      | 5     |
| 12    | Tchécoslovaquie      | 1  | 2      | 1      | 4     |
| 13    | Canada               | 1  | 1      | 1      | 3     |
| 14    | Suisse               | 0  | 2      | 4      | 6     |
| 15    | Roumanie             | 0  | 0      | 1      | 1     |
| Total | Total                | 35 | 39     | 32     | 106   |

## Référence
- CIO – Tableau des médailles des Jo d'hiver de 1968.